# Lauchlin MacNeill Weir
 (juin 2021).
Si vous disposez d'ouvrages ou d'articles de référence ou si vous connaissez des sites web de qualité traitant du thème abordé ici, merci de compléter l'article en donnant les références utiles à sa vérifiabilité et en les liant à la section « Notes et références ».
Lauchlan MacNeill Weir (1877-18 août 1939) est un homme politique travailliste écossais.

## Biographie
Il est le fils de Robert Weir et fait ses études à l'Université de Glasgow. Il travaille comme journaliste et se présente pour la première fois au parlement dans l'Argyllshire en 1918, mais est facilement battu par la coalition libérale.
Il est élu député pour Clackmannan et Eastern Stirlingshire aux élections générales de 1922, perd en 1931, mais retrouve son siège en 1935 et le conserve jusqu'à sa mort.
MacNeill Weir est nommé secrétaire privé parlementaire du premier premier ministre travailliste Ramsay MacDonald en 1924 et écrit un livre controversé intitulé The Tragedy of Ramsay MacDonald: A Political Biography publié en 1938.
Il épouse Margaret Gillison en 1913. Ils n'ont pas d'enfants.